# Paavo Lipponen
Paavo Tapio Lipponen (sinh ngày 23 tháng 4 năm 1941) là một chính trị gia Phần Lan và cựu phóng viên. Ông là Thủ tướng của Phần Lan từ năm 1995 đến năm 2003, và Chủ tịch Đảng Dân chủ Xã hội Phần Lan từ năm 1993 đến năm 2005. Ông cũng từng là Chủ tịch Quốc hội Phần Lan từ năm 2003 đến năm 2007  và là ứng cử viên của đảng ông Trong cuộc bầu cử tổng thống năm 1998 của Phần Lan nhưng chỉ nhận được 6,7% số phiếu bầu, làm thất bại lớn nhất mà Đảng Dân chủ Xã hội đã có trong các cuộc bầu cử tổng thống Phần Lan.

## Sự nghiệp
Lipponen sinh ra ở Turtola (sau đó đổi tên thành Pello), con trai của Orvo Lipponen và vợ của ông, Hilkka Iisalo. Ông bà nội của Paavo là Jaakko Antero Ingman / Iisalo (một họ hàng xa của Count Adolf Fredrik Munck af Fulkila và Carl Gustaf Emil Mannerheim) và vợ ông Siiri Törnroos. Paavo Lipponen đã trải qua thời thơ ấu và tuổi trẻ của mình tại Kuopio.
Nhận bằng tốt nghiệp trung hộc từ Kuopion Lyseon lukio năm 1959, sau đó ông theo học triết học và văn học tại trường cao đẳng Dartmouth trong một năm học bổng Fulbright.